# Кармен Монтехо
Кармен Монтехо (народилася як Марія Тереза Санчес Гонсалес ; 26 травня 1925 – 25 лютого 2013) — кубинська актриса.

## біографія
Справжнє ім'я: Марія Тереза Санчес Гонсалес. Монтехо почала свою кар'єру на радіо в дитинстві у віці 6 років на Кубі в шоу під назвою Abuelita Cata, яке транслювалося на CMOX . Ще на Кубі вона отримала прізвисько «Муньєка» Санчес у театрі, а через її золоті кучері — кубинська Ширлі Темпл . Вона почала вивчати акторську майстерність у 1939 році в Університеті де Ла Гавана під керівництвом Людвінга Шайовича . Після закінчення навчання в коледжі батьки запропонували їй поїздку до Сполучених Штатів, але замість цього вона вирішила поїхати на два місяці до Мексики. 
Після прибуття до Мексики вона отримала роботу на радіо, претендуючи на те, щоб бути відомою зіркою на Кубі з роллю в радіоновелі El diario de Susana Galván . У 1943 році вона отримала роль у фільмі Resurrección режисера Гілберто Мартінеса Солареса, а потім Чано Урета змінила своє професійне ім'я на "Кармен Монтехо", коли сказала йому, що живе навпроти готелю Монтехо. 
У Венесуелі вона брала участь в одному з перших фільмів, знятих у цій країні під назвою «Парамо» (1954). У театрі вона отримала роль Адели в постановці 1946 року «Дім Бернарди Альби» Федеріко Гарсіа Лорки . Вона зіграла разом з Вірджинією Фабрегас і була режисером Рікардо Мондрагоном у Palacio de Bellas Artes . Вона також брала участь у фільмі «Хто боїться Вірджинії Вульф?». і Троянці . 
На телебаченні вона зіграла ролі в багатьох теленовелах, а також у ситкомі Tres Generaciones з Анжелікою Марією та Сашою Соколом у 1980-х роках. 
За свою роботу на телебаченні, в кіно та в театрі Монтехо була введена в Пасео де лас Люмінаріас . 

### Смерть
Кармен Монтехо померла 25 лютого 2013 року в Мехіко.  Їй було 87.

## Театр
- Los Efectos de los Rayos Gamma
- Лос Зоррос
- Лас Троянас
- Хто боїться Вірджинії Вульф?
- Дім Бернарди Альби (1946)

## теленовели
| - En nombre del amor (2009) як Мадлен Мартеллі - Amor sin maquillaje (2007) як Вероніка - Пригоди в тімпі (2001) як Маргарита Розалес де Флорес - Amigos x siempre (2000) як Джулія Відаль - Серафін (озвучка, 1999) як Гігі - Te sigo amando (1997) - Mágica juventud (1992) як Пепіта - Cuna de lobos (1986) як Есперанса Мандухано - El engaño (1986) як Селена - El Maleficio (1986) як Донья Емілія - Хуана Айріс (1985) — Марія Луїза - Хувентуд (1980) як Донья Кука - Pecado de amor (1978) як Крістіна Отеро - Mundos opuestos (1976) як Антонія - Палома (1975) як Глорія - La Tierra (1974) як Корделія - La cruz de Marisa Cruses (1970) як Кларіта - La constitución (1970) як Дельфіна Камачо - Ель-діаріо де уна сеньйорита десенте (1969) |

| - Повернення Доріана Грея (1969) - Dicha robada (1967) як Тереза - El juicio de nuestros hijos (1967) - Los medio hogares (1966) - Nuestro barrio (1965) - Las abuelas (1965) - Secreto de confesión (1965) - Апасіонада (1964) - Доля (1963) - Донья Макабра (1963) - Las mimias de Guanajuato (1962) - Estafa de amor (1961) - Незламна (1961) - La casa del odio (1960) - El Rapto (1960) |

## фільми
| - Las caras de la luna (2002) як Маріана Тоскано - Corazones rotos aka Broken Hearts (2001) як Doña Fide - Місячні автомобілі (2001) - Entre la arde y la noche (1999) - La casa que arde de noche (1985) - Ні Хана, ні Хуана (1984) - Бурдель (1982) - Великий Тріунфо (1981) - Mamá, soy Paquito (1981) як Sra. Сокіл - La muerte del Palomo (1981) - En la tormenta (1980) - En la trampa (1979) - Діти Санчеса (1978) як Гваделупа - Dinastía de la muerte (1977) як Doña Herminia del Fierro - Жіноча в'язниця (1976) - Coronación (1976) як Абуела - Renuncia por motivos de salud (1975) - Ель Рей (1975) як Сеньора дель Ріверо - Presagio (1974) - El profeta Mimí (1972) - Los cahorros (1971) - Донья Макабра (1971) - La verdadera vocación de Magdalena (1971) - Los marcados (1970) як Remedios - Las vírgenes locas (1970) - ¿Por qué nací mujer? (1970) - La muñeca perversa (1969) - Підлітки (1968) - Пригоди Джуліансіто (1968) - Sor Ye-Ye (1967) - La recta final (1966) - El río de las ánimas (1964) - Юнаки (1960) - Вампір (1957) як Елоїза - Dos diablillos en apuros (1957) - Cara de ángel (1956) - Світовий тунель (1955) |

| - Плагіар (1955) - Estafa de amor (1954) - La sospechosa (1954) - Infame (1953) як Луїза Барріос де Бенет - Luz en el páramo (1953) - El potro savaje (1953) - Reportaje (1953) як медсестра - Cuatro horas antes de morir (1953) - Acuérdate de vivir (1952) - Мізерікордія (1952) - Sor Alegría (1952) - Жінки без завтрашнього дня (1951) як Марта - Тодос, сон мене хійо (1951) - Що з тобою зробила ця жінка? (1951) як Йоланда - Lodo y armiño (1951) - Обручка (1951) як Chavela Valdés - En la palma de tu mano (1951) як Клара Стайн - Entre abogados te veas (1951) - Монте де п'єдад (1950) - Al caer la пізній (1949) - Secreto entre mujeres (1949) - Бамба (1948) як Тірса - Cita con la muerte (1948) - Nosotros los Pobres (1948) за роль Yolanda, la Tísica - ЗМІ (1947) - Crimen en la alcoba (1946) - Yo fui una usurpadora (1945) - La señora de enfrente (1945) як Гілберта Мадригалес - Entre hermanos (1945) - Caminito alegre (1944) - Camino de los gatos (1943) - Ave sin nido (1943) - No matarásl (1943) - Воскресіння (1943) |

## телебачення
- Mujer, casos de la vida real (2002, епізод «Un viejo amor») як Маргарита
- Три покоління (1989)